# Торит (аеропорт)
Аеропо́рт «Торит» — аеропорт у місті Торит, Південний Судан.

## Розташування
Аеропорт розташований у місті Торит, яке є центром округу Торит, штат Східна Екваторія, Південний Судан. Поряд знаходиться державний кордон з Угандою. Аеропорт знаходиться у північно-східній частині міста. До центрального аеропорту країни Джуба 120 км.

## Опис
Аеропорт знаходиться на висоті 615 метрів (2 018 футів) над рівнем моря, і має одну ґрунтову злітно-посадочну смугу, довжина якої невідома.

## Авіакомпанії і напрямки
Аеропорт пов'язаний регулярним авіасполученням з аеропортом Джуба. Рейси виконує авіакомпанія Авіалінії Південного Судану.